# Heliophanus saudis
Heliophanus saudis là một loài nhện trong họ Salticidae.
Loài này thuộc chi Heliophanus. Heliophanus saudis được Jerzy Prószyński miêu tả năm 1989.